# Гуревич, Юрий Шлёмович
Ю́рий Шлёмович Гуре́вич (род. 7 мая 1940, Николаев) ― советский и американский математик и информатик, доктор физико-математических наук (1968), профессор (1969), создатель теории машин абстрактных состояний.

## Биография
Родился 7 мая 1940 года в городе Николаев, Украинская ССР, СССР.
В 1957 году поступил на математико-механический факультет Челябинского политехнического института, в январе 1959 года перешёл в Уральский государственный университет, который окончил в 1962 году. С 1965 по 1969 год Гуревич преподавал в Уральском университете.
Юрий Гуревич является ученик профессора Петра Конторовича. Написал более 200 научных работ в области алгебры, математической логики и компьютерных наук.
Преподавал математику в Израиле, а затем переехал в США в 1982 году. Самая известная его работа советского периода посвящена классической «задаче решения». В Израиле Гуревич работал с Сахароном Шелахом над монадическими теориями второго порядка. Теорема Гуревича-Харрингтона о забывчивой детерминированности также относится к этому периоду.
В настоящее время Юрий Гуревич работает в исследовательском подразделении корпорации «Майкрософт» (США), где он основал группу разработчиков программного обеспечения. Избран почётным профессором в Мичиганском университете.
Гуревич создал концепцию машин абстрактных состояний, широко используемой в современной информатике.
Гуревич является членом ACM, членом Guggenheim, членом Academia Europaea и почётным доктором Университета Хассельта в Бельгии. В 2014 году он стал одним из десяти инаугурационных стипендиатов Европейской ассоциации теоретической информатики.
В 2005 году стал почётным доктором Уральского государственного университета.

## Научные публикации
- Э. Бёргер, Э. Гредель и Ю. Гуревич. Классическая проблема принятия решения. Спрингер, 1997.
- Ю. Гуревич. Монадические теории второго порядка. В Дж. Барвайзе и С. Фефермане (ред.), Модельно-теоретическая логика, Springer, 1985, 479—506.
- Ю. Гуревич и Л. Харрингтон. Автоматы, деревья и игры. STOC '82: Материалы четырнадцатого ежегодного симпозиума ACM по теории вычислений, 1982, 60-65.
- Ю. Гуревич и С. Шелах. Ожидаемое время вычисления гамильтоновой задачи о путях. SIAM Journal on Computing 16:3, 1987, 486—502.
- Ю. Гуревич. Средняя комплектность дела. Журнал компьютерных и системных наук 42:3, 1991, 346—398.
- Ю. Гуревич. К логике, приспособленной к вычислительной сложности. В M Richter et al. (ред.), Теория вычислений и доказательств. Конспект лекций Springer по математике 1104, 1984, 175—216.
- Ю. Гуревич. Развивающаяся алгебра 1993: Руководство Липари. В E. Börger (ed.)
- Ю. Гуревич. Последовательные абстрактные конечные автоматы захватывают последовательные алгоритмы. Транзакции ACM по вычислительной логике 1 (1), 2000.
- Н. Дершовиц и Ю. Гуревич. Естественная аксиоматизация вычислимости и доказательство тезиса Чёрча. Бюллетень символической логики 14: 3, 2008, 299—350.
- А. Бласс и Ю. Гуревич. Абстрактные конечные автоматы захватывают параллельные алгоритмы. ACM Transactions on Computational Logic 4 (4), 2003 г., 578—651, и 9 (3), 2008 г., статья 19.